# Splynutí myslí
Splynutí myslí (v anglickém originále Meld) je šestnáctá epizoda druhé sezóny seriálu Star Trek: Vesmírná loď Voyager.

## Příběh
Poblíž strojovny Voyageru je uvnitř plazmového vedení nalezena mrtvola člena posádky Darwina. Doktor na základě důkazů určí, že byl zavražděn a pátráním po důvodech je ho smrti je pověřen šéf bezpečnosti, nadporučík Tuvok. Po krátkém pátrání padne podezření na Lona Sudera, Betazoida a bývalého Makistu. Suder se pod tíhou nezvratných důkazů přizná k vraždě. Tuvok k uzavření případu ovšem potřebuje zjistit motiv, a Suderovo konstatování "nenáviděl jsem jeho pohled" logickému a racionálně uvažujícímu Vulkánci prostě nestačí. Navíc se objeví problém výše trestu: Tuvok argumentuje, že nápravná zařízení Spojené federace planet, kam by byl Suder umístěn, tu nejsou, a uvěznění v kajutě po zbytek trestu není adekvátním trestem. Překvapené kapitánce Janewayové navrhne trest smrti, která ho okamžitě odmítne, protože by tím porušila zákony Federace. Tuvok tedy provede spojení myslí, aby zjistil Suderův skutečný motiv, a zároveň mu tím předá část svého vnitřního klidu.
Stejně tak ale část Suderovi psychotické osobnosti přejde na Tuvoka, který není schopný náhlý příval násilných myšlenek potlačit. Doktor se ho pokusí vyléčit, jenže kvůli tomu Tuvok na několik minut přijde o schopnost ovládat emoce. V tu chvíli se z něj stane agresivní psychopat a přihlížející Janewayové vyčte, že neodsouzení Sudera k trestu smrti byla chyba. A sám se nabídne, že rozsudek vykoná. Šokovaná kapitánka odmítne a Tuvok je omráčen účinky léčby. Později v noci díky svým znalostem vyřadí silové pole na ošetřovně a vydá se Sudera popravit. Role se naprosto obrátily, klidný a vyrovnaný Suder přivítá Vulkánce se slovy, že je připraven zemřít. Tuvok na poslední chvíli zkrotí své emoce a provede další splynutí myslí, po kterém se uklidní a znovu začne získávat kontrolu nad svým chováním.
Tuvok se za své chování omluví Janewayové, která jeho omluvu přijme, ale také mu zakáže jakékoliv splynutí myslí bez jejího souhlasu.